# Enseignement de la natation

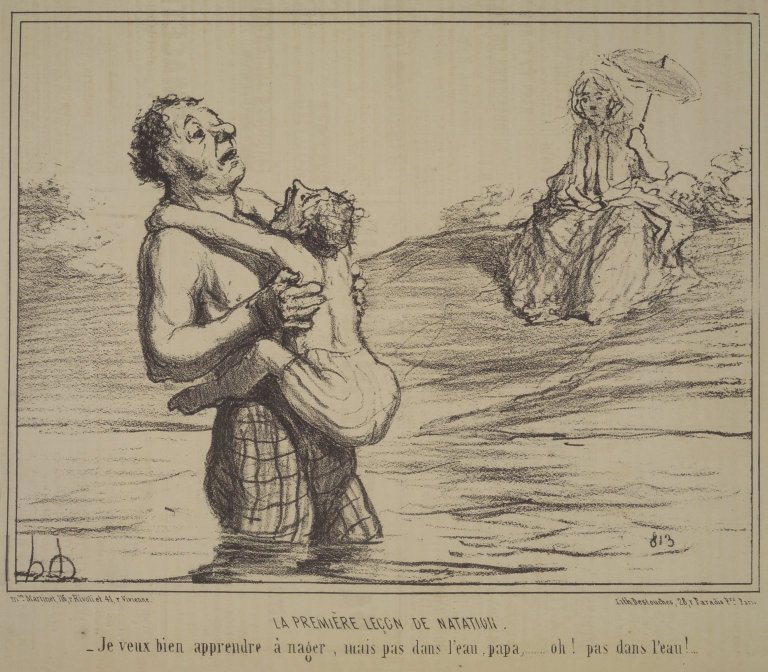
La première leçon de natation, par Honoré Daumier (vers 1855).
texte : Je veux bien apprendre à nager, mais pas dans l'eau, papa,... oh ! pas dans l'eau !...

Un cours de natation est une leçon où l'on apprend à nager. Cela peut être un cours particulier ou en groupe.

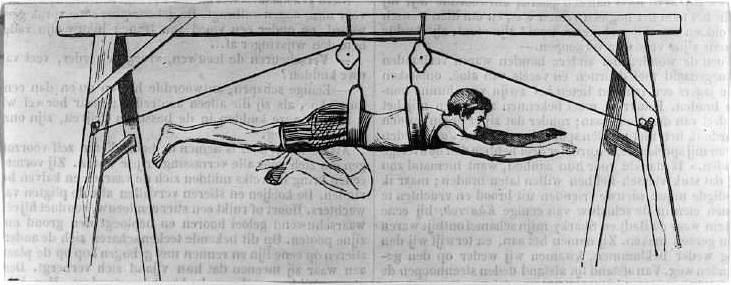
Dispositif pour l'apprentissage de la natation (1844).

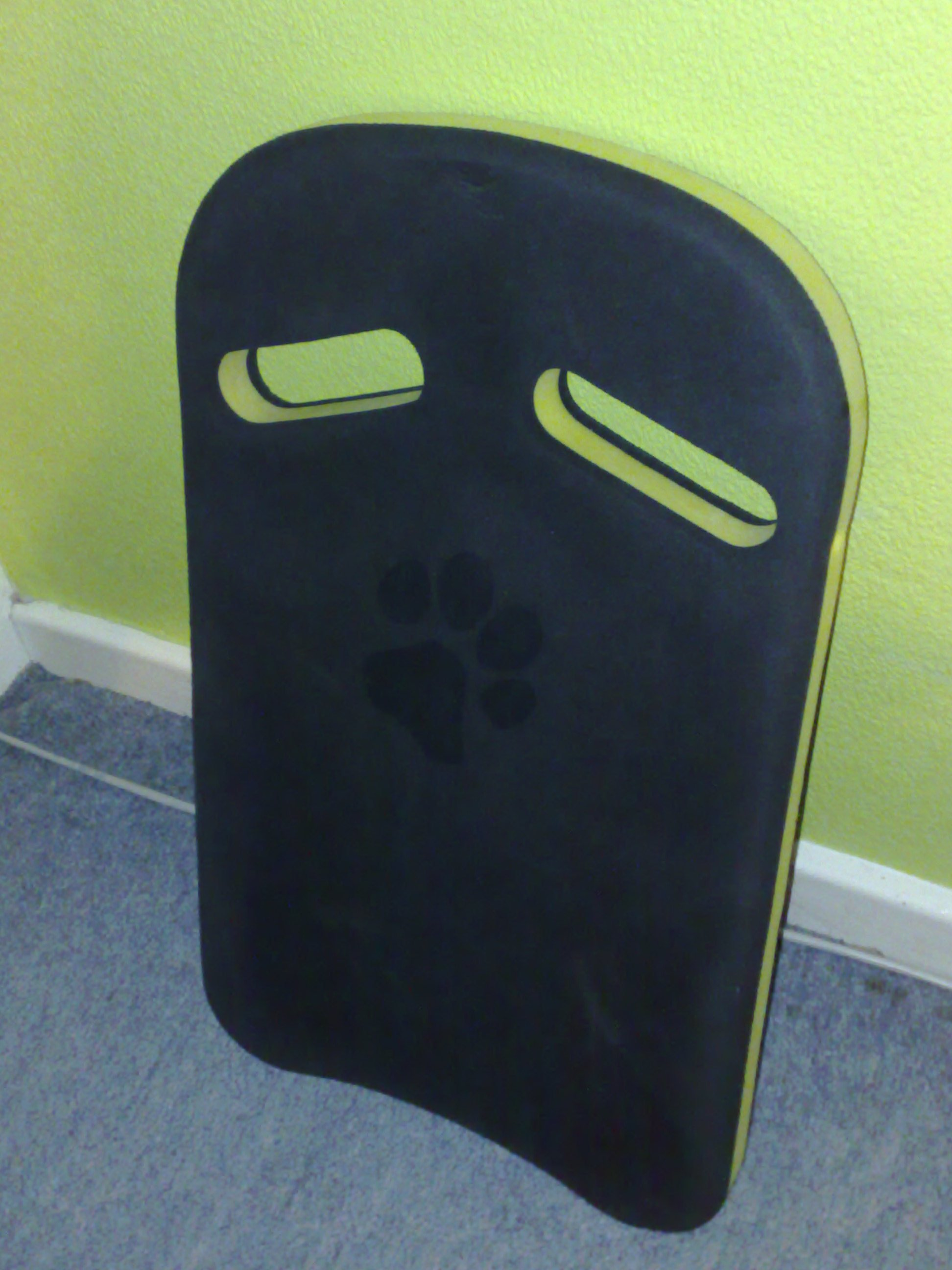
Une planche utilisée pour l'apprentissage de la natation.